# Great Sandy nationalpark

Great Sandy nationalpark är en nationalpark vid Queenslands kust i Australien. Parken har orörda stränder, stora sanddyner, hedmarker, regnskogar, träsk, bäckar, sötvattensjöar och mangroveskogar.
Great Sandy nationalpark är indelad i två delar. Cooloola ligger vid kusten mellan Noosa Heads i söder och Rainbow Beach i norr och täcker 184,00 ha. Fraserön omfattar nästan hela ön, som är världens största sandö, belägen norr om Rainbow Beach och täcker 56 0000 ha.

## Features

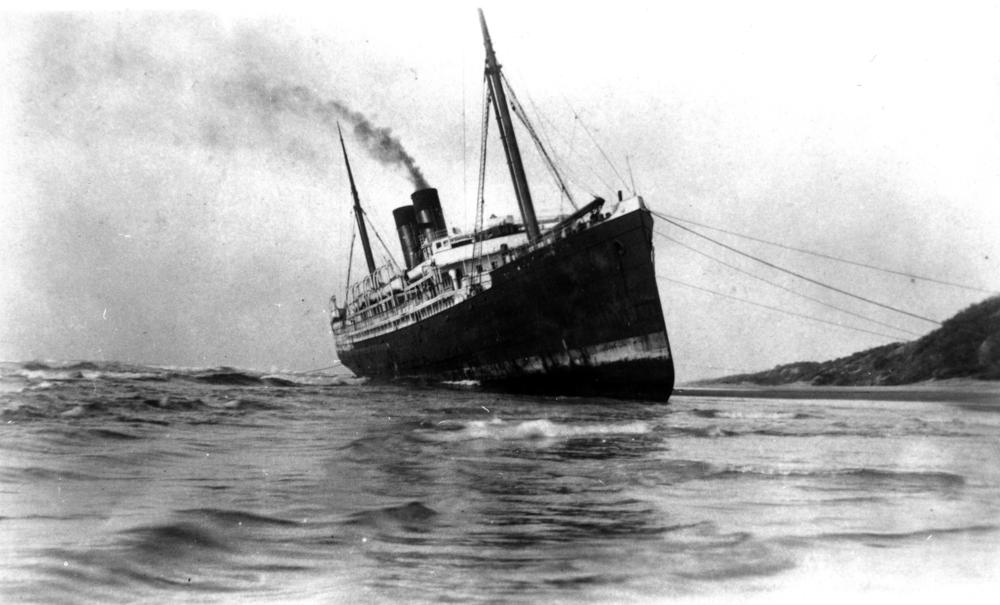
Skeppsvraket SS Maheno

I Cooloola finns Cooloola Great Walk, en femdagars vandringsled. Båtturer och kanotsport längs Noosa är populärt bland besökare. På Fraserön finns den 90 km långa Fraser Island Great Walk.
Valsafari, fiske, att köra fyrhjulingar och buskvandring är också populärt. Parken har också två skeppsvrak; SS Maheno och Cherry Venture.
Den enda plats där hög regnskog växer i sand är på Fraserön. Ön har färgade sandklippor på dess östra sida liksom ett antal vandringsleder, alltifrån korta strandpromenader till långa vandringar som korsar sanddyner.

## Camping
Tillstånd krävs för att få campa i nationalparken. I Cooloola finns omkring 15 campingplatser.

## Tillgänglighet
Tillgång till båda delarna av nationalparken kräver ett 4-hjulsdrivet fordon. För att få köra på Fraserön krävs tillstånd. Båda delarna har ett antal campingområden.
Endast elmotordrivna och icke motordrivna fordon är tillåtna bortom campingplats 3.

## Böter
Det är böter för att mata Fraseröns dingopopulation eller lämna mat eller skräp som kan locka fram dem.